# Container Wars
Container Wars è un reality show statunitense in produzione a partire dal 2013 sulla rete televisiva truTV. In Italia va in onda su DMAX.

## Trama
Il programma mostra il banditore John Kunkle assieme ai compratori Jason R. Hughes, il team israeliano composto da Shlomi, Eyal e Uzi, la squadra di Mo e Ty, Deane Molle, e Matthew (Matt) Gaus.
La serie ha luogo in alcuni dei principali porti di stoccaggio di container degli Stati Uniti. I compratori di varia provenienza spendono decine di migliaia di dollari per l'acquisto del contenuto al loro interno. Questi container provengono da tutto il mondo e vengono venduti all'asta a causa di mancati pagamenti, ritardi nella spedizione oppure a causa del parziale danneggiamento del contenuto. Dal momento che i compratori non possono entrare dentro i container, spetta a loro valutarlo e stabilire se fare un'offerta solo vedendolo da fuori. Questo determina la loro vittoria oppure il loro ritorno a casa a mani vuote.

## Programmi Simili
- Affare fatto
- Affari a tutti i costi
- Affari al buio